# Jabłowo (jezioro)
Jabłowo – jezioro na Kociewiu, położone w gminie Starogard Gdański (powiat starogardzki, województwo pomorskie), ok. 5 km na południe od Starogardu Gdańskiego, na obrzeżach wsi Jabłowo, bezpośrednio przy drodze krajowej 222. Od strony wsi znajduje się plaża z dostępem do wody. Jezioro często odwiedzane przez wędkarzy.
Powierzchnia całkowita: 10,24 ha
Linia brzegowa: 1,16 km